# Ostroavele Dunării - Bugeac - Iortmac
Ostroavele Dunării - Bugeac - Iortmac este o arie protejată (zonă umedă de importanță internațională - RMS) situată în sud-estul țării, pe teritoriile administrative ale județelor Călărași, Constanța și Ialomița.

## Localizare
Aria naturală se află în extremitatea central-estică a județului Călărași și cea sud-vestică a județului Constanța (în Lunca Dunării) și cea sud-estică a județului Ialomița, în imediata apropiere de drumul național DN3B, care leagă orașul Călărași de Fetești.

## Descriere
Situl Ostroavele Dunării - Bugeac - Iortmac (încadrată în bioregiune geografică stepică) începând din februarie 2013 este protejat prin Convenția Ramsar ca zonă umedă de importanță internațională și se întinde pe o suprafață de 82.832 ha.
Importanța sitului se datorează faptului că acesta asigură condiții de reproducere, odihnă și iernat mai multor specii de păsări acvatice rare aflate pe coridorul de migrație al Dunării. 

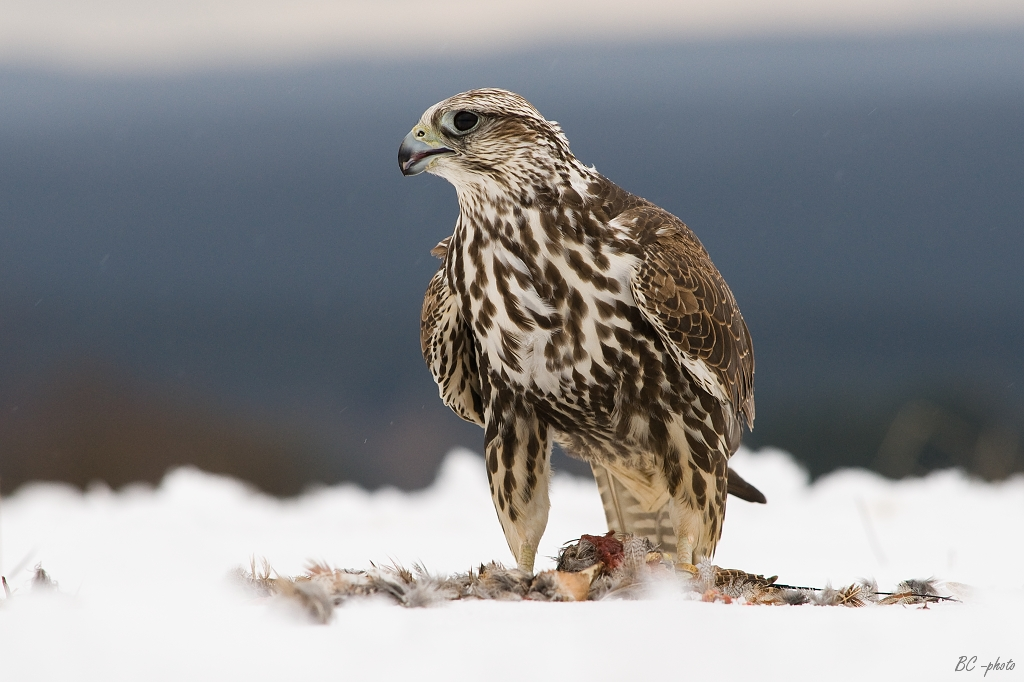
Șoim dunărean (Falco cherrug)

Peisajul este unul specific zonelor de câmpie, constituit din cursuri de apă, lacuri, pajiști, dune de nisip, mlaștini, zone umede cu vegetație predominantă de arbuști, iazuri piscicole și insule; ce oferă condiții prielnice pentru o mare biodiversitate din flora, fauna și ihtiofaună țării.
Printre păsările ocrotite (unele aflate pe lista roșie a IUCN) semnalate în arealul sitului sunt întâlnite specii de: șoim dunărean (Falco cherrug, specie cu risc ridicat de dispariție în sălbăticie), codalb (Haliaeetus albicilla) și pelican creț (Pelecanus crispus), stârc roșu (Ardea purpurea), gâsca cu piept roșu (Branta ruficollis) sau barză neagră (Ciconia nigra).